# Lussan, Gers
Lussan är en kommun i departementet Gers i regionen Occitanien i sydvästra Frankrike. Kommunen ligger i kantonen Gimont som tillhör arrondissementet Auch. År 2022 hade Lussan 226 invånare.

## Befolkningsutveckling
Antalet invånare i kommunen Lussan
Referens:INSEE